# Kislosonc
Kislosonc (szlovákul Lošonec) község Szlovákiában, a Nagyszombati kerületben, a Nagyszombati járásban.

## Fekvése
Nagyszombattól 20 km-re északnyugatra található.

## Története
1332-ben említik először.
Vályi András szerint „LOSONCZ. Losanecz. Tót falu Posony Várm. földes Ura G. Pálfy Uraság, lakosai katolikusok, fekszik hegyek alatt, Somolyánhoz nem meszsze, mellynek filiája, határja közép termékenységű, réttye, legelője szűk, fája sok van, más vagyonnyai középszerűek.”
Fényes Elek geográfiai szótárában „Losoncz (Loschonecz), tót falu, Poson vgyében, Szomolánhoz délre 1 órányira, a kárpát tövében. Számlál 417 kath., 9 zsidó lak., kik igen ügyes esztergályosok, s különféle faeszközöket készitenek. F. u. gr. Pálffy Ferencz. Ut. p. Nagy-Szombat.”  Archiválva 2007. szeptember 27-i dátummal a Wayback Machine-ben
A trianoni békeszerződésig Pozsony vármegye Nagyszombati járásához tartozott.

## Népessége
| Év:            | 1994. | 2004.   | 2014.   | 2024.    |
| -------------- | ----- | ------- | ------- | -------- |
| Emberek száma: | 543   | 522     | 505     | 607      |
| Eltérés:       |       | -3,86 % | -3,25 % | +20,19 % |

| Év:            | 2023. | 2024.   |
| -------------- | ----- | ------- |
| Emberek száma: | 606   | 607     |
| Eltérés:       |       | +0,16 % |

1910-ben 715, túlnyomórészt szlovák anyanyelvű lakosa volt.
2001-ben 517 lakosából 513 szlovák volt.
2011-ben 522 lakosából 483 szlovák volt.
2021-ben 588 lakosából 2 (+2) magyar, 577 (+2) szlovák, (+1) ruszin, 4 (+2) egyéb és 5 ismeretlen nemzetiségű volt.

## Nevezetességei

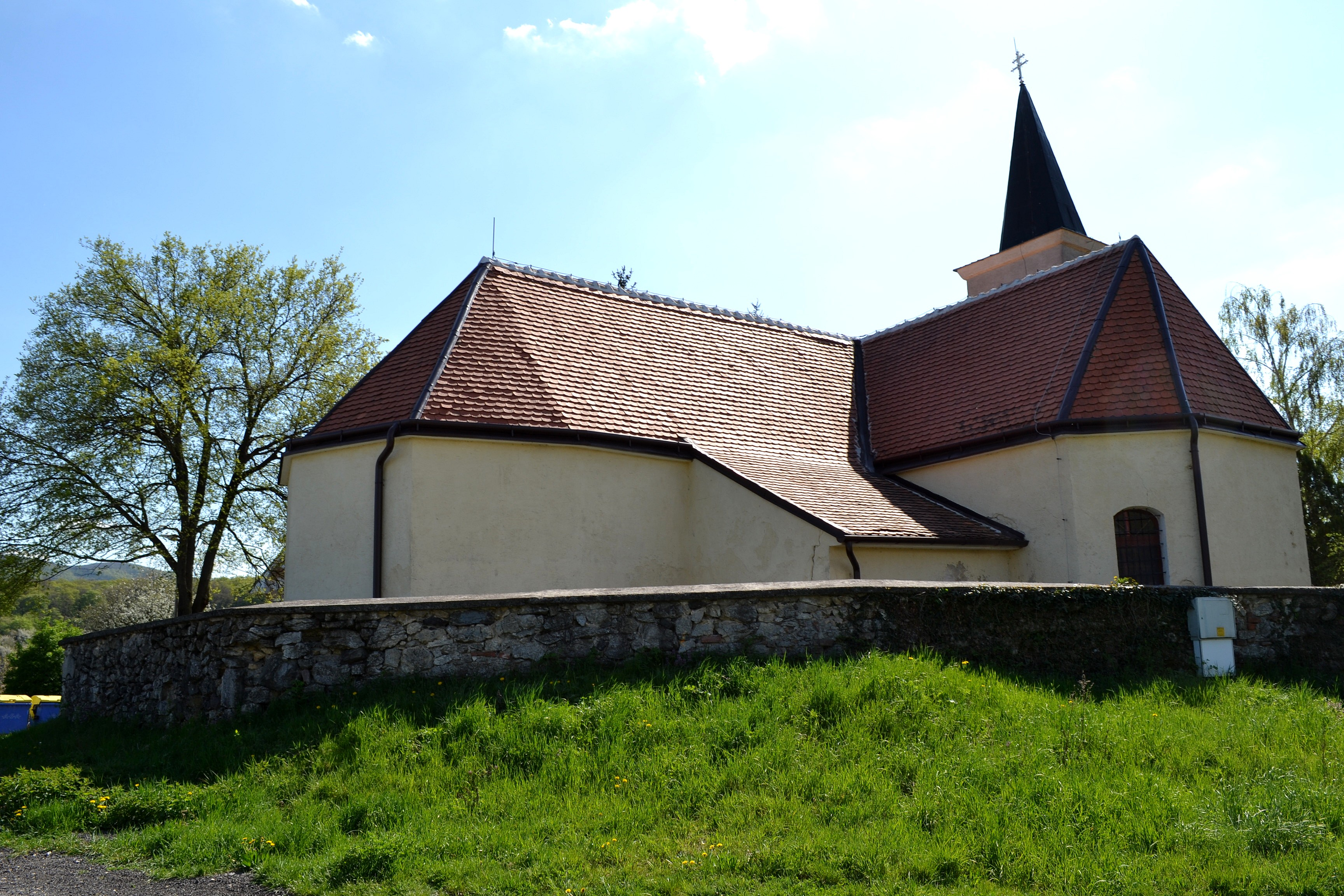
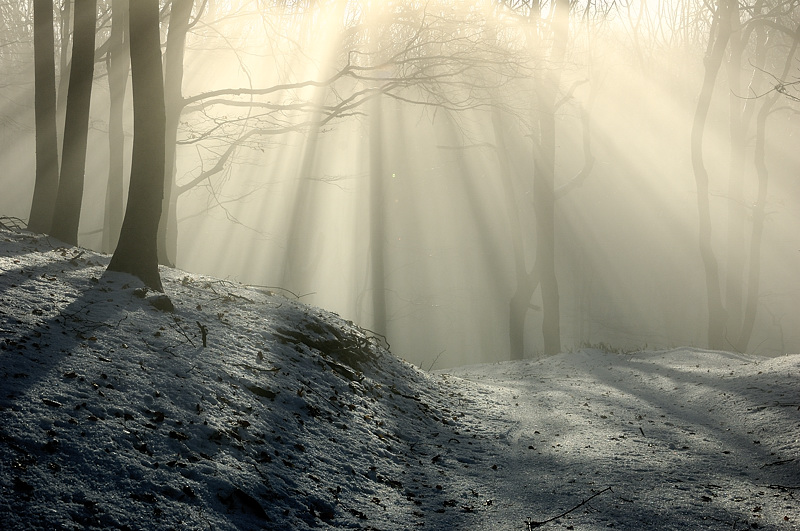
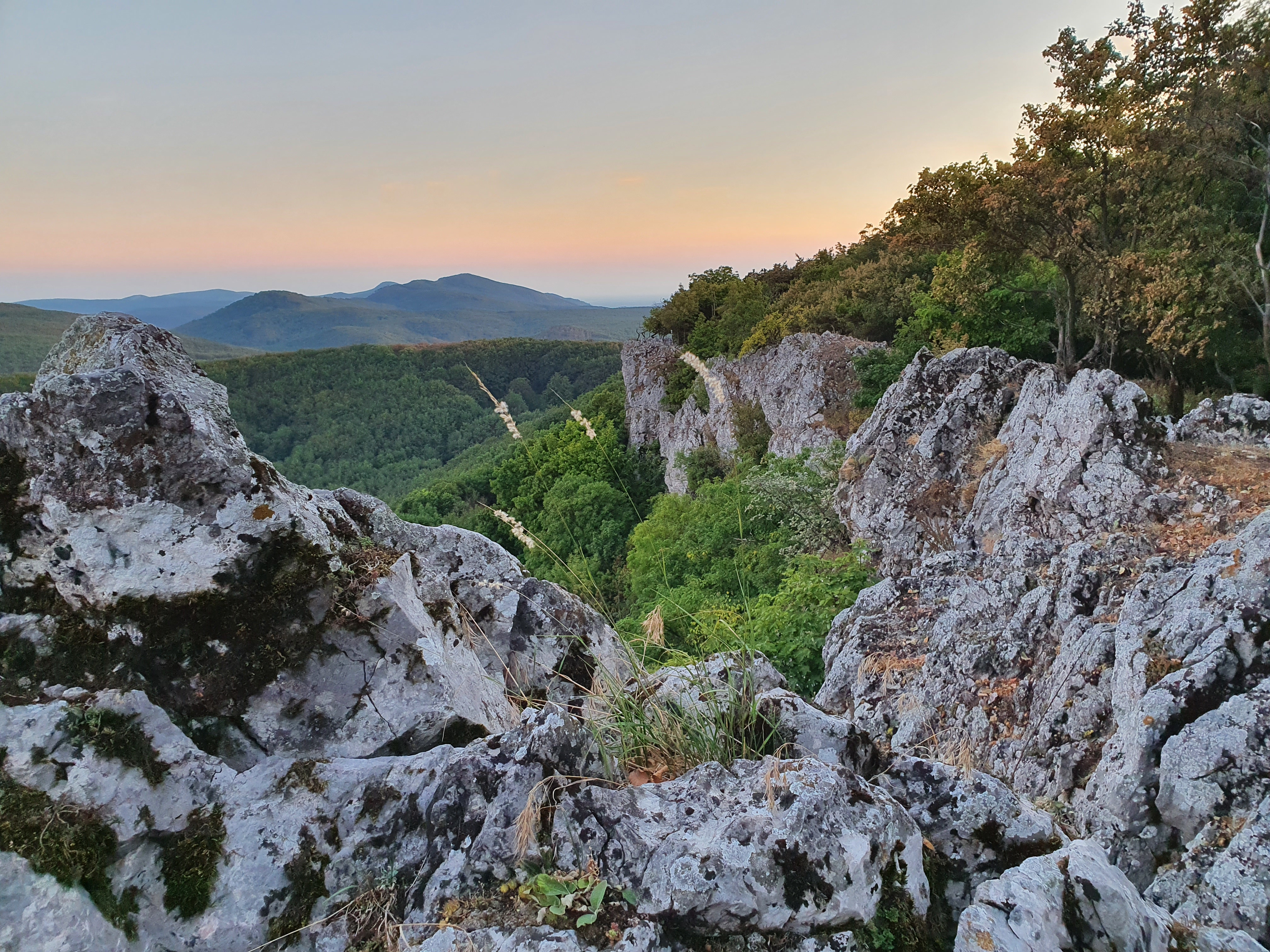
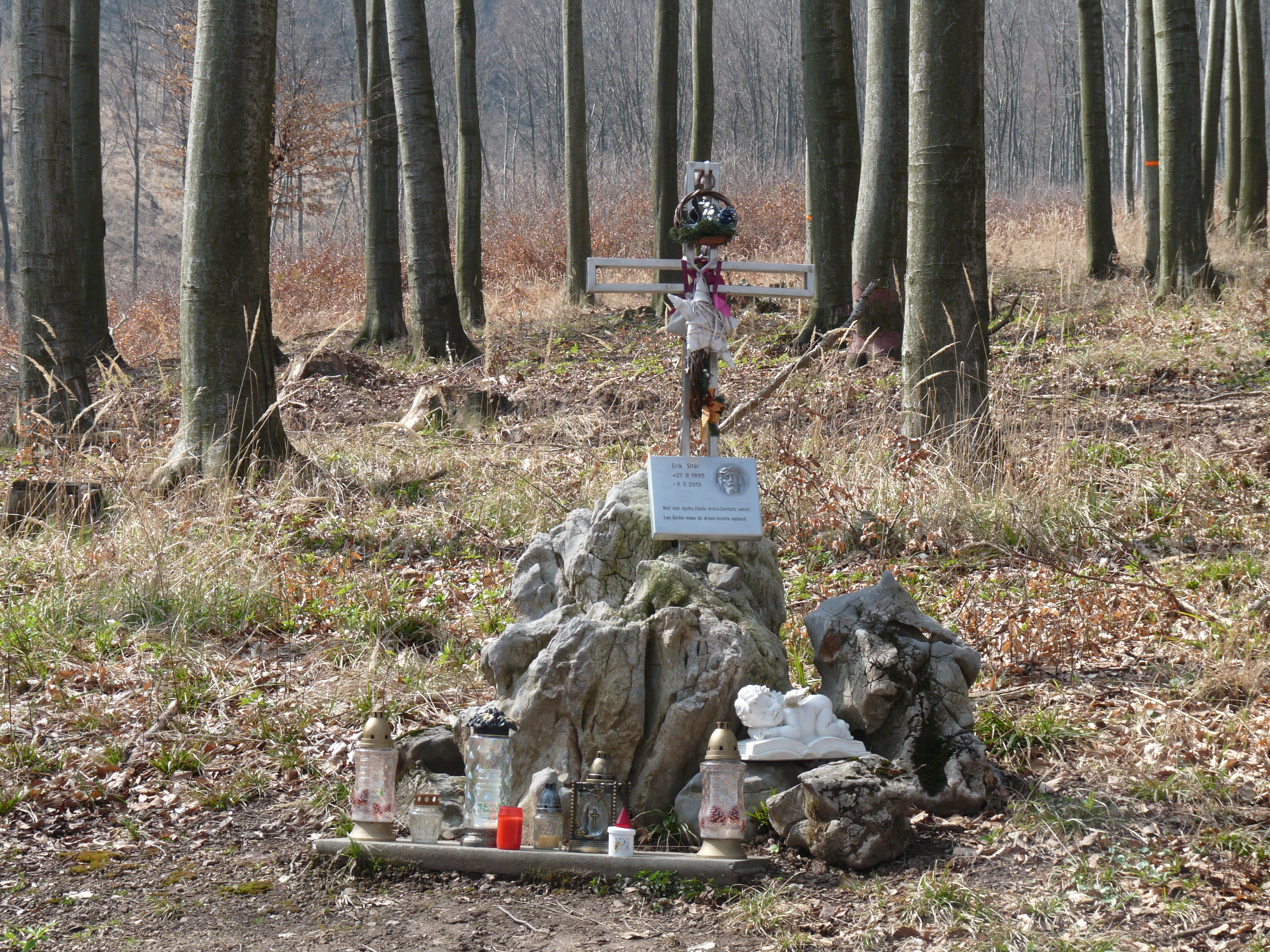

- Szent Anna római katolikus barokk temploma 1714-ben épült.

## Külső hivatkozások
- Hivatalos oldal
- Községinfó
- Kislosonc Szlovákia térképén
- E-obce.sk Archiválva 2009. május 17-i dátummal a Wayback Machine-ben